# Afterlife (artiest)
Afterlife (Nederlands: Leven na de dood) is de artiestennaam van de Britse balearic-, latin, chillout- en ambient-producer Steve Miller (niet te verwarren met Steve Miller (gitarist) en Steve Miller (pianist)).
Volgens eigen zeggen staat Miller bekend als de leverancier van romantische en melancholische stemmingmakende muziek. Zijn muziek heeft op menig compilatie-cd van Café del Mar gestaan. Behalve aan Afterlife werkt Steve Miller ook nog aan een tweetal andere projecten, genaamd Dos Hombres (met Phil Mison) en Lux (met James Bright).
Inmiddels heeft Afterlife vier albums op zijn naam staan, genaamd: Afterlife (1995), Simplicity Two Thousand (2000), Speck of Gold (2004) en The Afterlife Lounge (2006).
Een van zijn grootste hits is de single "Speck of Gold", met zangeres Cathy Battistessa.